# Alexander Rieckhoff

Alexander Rieckhoff (rechts) mit seinem Mitautoren Stefan Ummenhofer bei einer Lesung

Alexander Rieckhoff (* 1969 in Villingen) ist ein deutscher Krimi-Autor und Journalist.

## Leben
Rieckhoff machte nach seinem Abitur und dem Wehrdienst eine Lehre als Bankkaufmann und wandte sich dann dem Journalismus zu. Er war Volontär und Redakteur beim Schwarzwälder Bote und studierte in Konstanz und Rom Politikwissenschaft und Geschichte. In Rom war er Mitarbeiter des ZDF und Stipendiat der Friedrich-Ebert-Stiftung. Beim Zweiten Deutschen Fernsehen blieb er auch nach dem Studium. Er arbeitet seit 2002 als Redakteur in Mainz.
Als Autor bekannt wurde Rieckhoff durch die gemeinsam mit Stefan Ummenhofer verfassten Schwarzwald-Krimis mit dem unorthodoxen Lehrer Hubertus Hummel in der Hauptrolle. Die Krimis weisen viel Lokalcolorit auf und setzen ähnlich wie etwa „Der Bulle von Tölz“ oder die Allgäu-Krimis von Michael Kobr und Volker Klüpfel auf eine Mischung von Spannung und Slapstick. Rieckhoff selbst sieht einen Grund für den Erfolg der Krimis darin, dass sich Menschen in Zeiten der Globalisierung wieder auf das besinnen, was vor ihrer Haustüre und abseits der großen Metropolen geschieht.
Dabei betonen die Autoren, ein guter Regio-Krimi könne nicht beliebig überall spielen, sondern mit der speziellen Thematik nur oder vor allem in der jeweiligen Region.
So behandeln die Themen der Schwarzwald-Krimis beispielsweise einen Mord in der berühmten „Schwarzwaldbahn“ (in: Stille Nacht) oder innerhalb einer im Schwarzwald residierenden Sekte, die an die Gemeinschaft „Fiat Lux“ und ihr Sprachrohr „Uriella“ erinnert (in: Honigsüßer Tod). „Honigsüßer Tod“ erschien im Oktober 2009 im Piper Verlag. Nachdem das Duo mehrere Hummel-Fälle erfolgreich im Romäus Verlag veröffentlicht hatte, sicherte sich Piper die Dienste der Autoren.

## Trivia
Rieckhoff spielte in seiner Jugend Fußball beim FC 08 Villingen. Er ist seit einiger Zeit gelegentlich bei Spielen der Oberliga-Mannschaft des Vereins als Stadionsprecher im Einsatz. Unter anderem gemeinsam mit seinem Krimi-Mitautoren Stefan Ummenhofer hat er ein Buch anlässlich des 100-jährigen Jubiläums des Vereins verfasst (Ein Leben in Schwarz-Weiß. 100 Jahre FC 08 Villingen).

## Bücher

### Allgemein
- 2003: Die Dampflokklinik: Leben und Arbeiten im Offenburger Ausbesserungswerk. (Schwarzwald Verlag) ISBN 3-922663-77-X
- 2008: Ein Leben in Schwarz-Weiß. 100 Jahre FC 08 Villingen (zusammen mit Michael Eich, Kai Blandin und Stefan Ummenhofer) (Romäus) ISBN 978-3-9809278-7-1
- 2008: Morde vor der Haustür. Die rätselhaftesten Kriminalfälle in Südbaden (zusammen mit Stefan Ummenhofer und Ralf Döbele) (Romäus) ISBN 978-3-9809278-8-8

### Schwarzwald-Krimis (zusammen mit Stefan Ummenhofer)
- 2000: Eiszeit: Hummels erster Fall (Mory’s) ISBN 3-9802492-1-2
- 2003: Stille Nacht: Hummels zweiter Fall (Romäus) ISBN 3-9809278-0-6
- 2004: Morgengrauen: Hummels dritter Fall (Romäus) ISBN 3-9809278-2-2
- 2005: Narrentreiben: Hummels vierter Fall (Romäus) ISBN 3-9809278-3-0
- 2006: Schwarzwaldrätsel: Hummels fünfter Fall (Romäus) ISBN 978-3-9809278-4-0
- 2007: Ringfahndung: Hummels sechster Fall (Romäus) ISBN 978-3-9809278-6-4
- 2009: Honigsüßer Tod: Ein Schwarzwald-Krimi (Piper) ISBN 978-3-492-25435-9
- 2010: Giftpilz: Ein Fall für Hubertus Hummel (Piper) ISBN 978-3-492-25940-8
- 2011: Strafzeit: Ein Fall für Hubertus Hummel (Piper) ISBN 978-349-227192-9
- 2011: Höhenschwindel: Ein Fall für Hubertus Hummel (Piper) ISBN 978-349-227288-9
- 2013: Schwarzwaldstrand: Ein Fall für Hubertus Hummel (Piper) ISBN 978-3-492-30419-1
- 2015: Schwarzwaldrauch: Ein Fall für Hubertus Hummel (Piper) ISBN 978-3-492-30794-9
- 2019: Totentracht: Ein Schwarzwald-Krimi (Bastei Lübbe) ISBN 978-3-431-04131-6